# الاحتجاجات الطلابية المؤيدة لفلسطين في معهد الدراسات السياسية بباريس 2024
احتجاجات معهد الدراسات السياسية المؤيدة لفلسطين 2024 كانت سلسلة من الاحتجاجات المؤيدة للفلسطينيين التي جرت في معهد الدراسات السياسية في باريس. وهو جزء من حركة عالمية أكبر لاحتجاجات الجامعات تضامنًا مع فلسطين، مستوحاة من الاحتجاجات المماثلة في جامعات الولايات المتحدة.

## خلفية
بدأت الاحتجاجات ردًا على الصراع الإسرائيلي الفلسطيني المستمر. بدأ طلاب معهد الدراسات السياسية، إحدى أرقى المعاهد الفرنسية، بإغلاق المدخل الرئيسي له. وأظهر الطلاب دعمهم للفلسطينيين من خلال ترديد الشعارات ورفع الأعلام الفلسطينية على نوافذ وأبواب المبنى.

## الأحداث
في 26 أبريل 2024، أغلق عشرات الطلاب مدخل مبنى الحرم الجامعي في وسط باريس بالقمامة ودراجة نارية وقطع معدنية ومنصة خشبية. ونظمت المظاهرة اللجنة الفلسطينية للعلوم السياسية، التي دعت الإدارة إلى قطع العلاقات مع الجامعات والشركات التي تدعم العدوان الإسرائيلي على غزة.
وتصاعدت الاحتجاجات عندما تدخلت شركات الأمن الجمهوري [الإنجليزية] (CRS) لتفريق المظاهرة. وهو ما جدد الاحتجاجات، حيث استأنف الطلاب التظاهر بعد تدخل الشرطة. وواصل الطلاب الاحتجاج على الرغم من القمع.
وبعد تدخل الشرطة، قام الطلاب المؤيدون للفلسطينيين بإخلاء مبنى الحرم الجامعي بسلام. وقال رئيس معهد العلوم السياسية أنه توصل إلى اتفاق مع الطلاب. وأكد الطلاب أنهم سيواصلون دعم القضية الفلسطينية.